# Silvana Sconciafurno
Silvana Sconciafurno (Tunisi, 27 novembre 1941) è un'ex schermitrice italiana, specializzata nel fioretto.

## Biografia
Nata nel 1941 a Tunisi, in Tunisia, a 26 anni ha partecipato ai Giochi olimpici di Città del Messico 1968, nel fioretto a squadre, insieme a Colombetti-Peroncini, Lorenzoni, Masciotta e Ragno-Lonzi, scendendo in pedana solo nella prima gara delle azzurre, la vittoria per 10-6 nel girone sugli Stati Uniti nella quale Sconciafurno ha ottenuto una vittoria individuale. In seguito le compagne di squadra hanno perso per 9-7 contro l'Ungheria, poi argento, passando il gruppo come seconde, prima di venire ancora sconfitte, dall'Unione Sovietica, poi oro, per 9-4 ai quarti di finale e dalla Germania Ovest nella finale 5º-6º posto.